# Clasificación de Balthazar
La clasificación de Balthazar se publicó el año 1985, se diseño para clasificar los hallazgos de alteraciones en la tomografía computarizada (TC) sin contraste , sugestivos de pancreatitis aguda, en grados del A al E según las alteraciones del páncreas y las alteraciones peripancreáticas, sin considerar el grado de necrosis de la glándula pancreática. En el estudio inicial se clasificaron 83 pacientes y se encontró una buena correlación entre el grado de severidad radiológico y la duración de la estadía hospitalaria, así como con el riesgo de absceso y derrame pleural, que fue significativamente mayor en los pacientes con grado E. No hubo mortalidad en pacientes grado A o B. Sin embargo, en experiencias posteriores al aplicar la clasificación, se encontró que ésta no era capaz de predecir un curso complicado en 46% de los casos.
En el año 1990, se definió el índice de severidad en la tomografía computarizada (computed tomography severity index - CTSI), agregando a las alteraciones locales, el grado de necrosis pancreática, utilizando medio de contraste para permitir visualizar y diferenciar el páncreas de colecciones de fluido adyacentes.

## Criterios e interpretación
El índice de severidad tomográfico de Balthazar combina la clasificación de las alteraciones pancreáticas-peripancreáticas (Balthazar A-B-C-D-E), evaluadas en una tomografía computarizada sin contraste, con el porcentaje de necrosis pancreática, que se evalúa en una tomografía con medio de contraste, asignando un puntaje a cada grado,se suman los puntajes de ambas evaluaciones (sin y con medio de contraste), de  forma que si un paciente presenta un páncreas normal, sin necrosis, tendrá un índice de severidad de 0 con un morbilidad 8% y una mortalidad del 3%  mientras que un paciente con Balthazar E y necrosis mayor a 50% tendrá un puntaje máximo de 10 puntos, con una morbilidad de 92% y una mortalidad del 17%.
| Grado | Hallazgos tomograficos                                | Puntaje |
| ----- | ----------------------------------------------------- | ------- |
| A     | Páncreas normal                                       | 0       |
| B     | Aumento de tamaño focal o difuso                      | 1       |
| C     | Páncreas con inflamación peri-pancreática             | 2       |
| D     | 1 colección de fluido intra o extra pancreática       | 3       |
| E     | 2 o más colecciones de fluido y/o gas retroperitoneal | 4       |

| Porcentaje de necrosis | Puntaje |
| ---------------------- | ------- |
| 0                      | 0       |
| < 30                   | 2       |
| 30-50                  | 4       |
| > 50                   | 6       |

| CTSI (Sumado el puntaje de las dos tablas anteriores) | Morbilidad | Mortalidad |
| ----------------------------------------------------- | ---------- | ---------- |
| 0-3                                                   | 8%         | 3%         |
| 4-6                                                   | 35%        | 6%         |
| 7-10                                                  | 92%        | 17%        |

## Utilidad
El Índice de Severidad en la Tomografía computarizada (CTSI) es relativamente sencillo de determinar y ampliamente difundido. Las diversas guías existentes para el diagnóstico y tratamiento de la Pancreatitis aguda, recomiendan la realización de una Tomografía computarizada con contraste después del tercer día de evolución. Esto permite determinar la presencia de necrosis pancreática, detectar complicaciones y tener una aproximación al pronóstico.
Debido a que el grado de necrosis pancreática no se puede determinar hasta después de las 72 horas de evolución, es posible que una TAC realizada en las primeras 24 horas subestime la gravedad del cuadro. Por otro lado, en ocasiones la presencia de falla renal contraindica el uso de medio de contraste.